# Гобой д’амур
Гобой д’амур — деревянный духовой инструмент, разновидность гобоя. Он слегка больше обычного гобоя и, по сравнению с ним, обладает менее напористым и более мягким и спокойным тембром. Гобой д’амур - инструмент в строе ля (in А), транспонирует на малую терцию вниз. В семействе гобоев выполняет тесситурную функцию меццо-сопрано.
Диапазон — от ля малой октавы до ре третьей. Был изобретён в XVIII веке и впервые использован Кристофом Граупнером в кантате «Wie wunderbar ist Gottes Güt». Иоганн Себастьян Бах нередко включал этот инструмент в свои произведения; к примеру, партии гобоев д’амур присутствуют в кантате BWV 8 (“Liebster Gott, wann werd' ich sterben?”), в Мессе си минор (ария баса «Et in Spiritum Sanctum”) и т. д. Известны концерты Георга Филиппа Телемана для гобоя д’амур (TWV 51:G3, TWV 51:A2).
После падения популярности в конце XVIII века гобой д’амур практически не употреблялся композиторами на протяжении примерно 100 лет. Однако на рубеже XIX-XX веков такие композиторы, как Рихард Штраус, Клод Дебюсси, Морис Равель, Шарль Кеклен, Фредерик Делиус начали вновь использовать инструмент в своих произведениях. Его также можно слышать в произведении Тору Такэмицу «Vers l’Arc-en-Ciel, Palma», но, пожалуй, наиболее известно его соло в «Болеро» Мориса Равеля.

## В литературе
В русской литературе название этого инструмента встречается в главе 5 рассказа Ю. Н. Тынянова «Подпоручик Киже»: Он был неразговорчив, любил табак, не махался с женщинами и, что было не вовсе бравым офицерским делом, с удовольствием играл на «гобое любви».